# Stellicola flexilis
Stellicola flexilis is een eenoogkreeftjessoort uit de familie van de Lichomolgidae. De wetenschappelijke naam van de soort is voor het eerst geldig gepubliceerd in 1976 door Humes.